# Фериче (Бихор)
Фериче (рум. Ferice) насеље је у Румунији у округу Бихор у општини Бунтешти. Oпштина се налази на надморској висини од 372 m.

## Становништво
Према подацима из 2002. године у насељу је живело 550 становника, од којих су сви румунске националности.